# Hilarempis longistyla
Hilarempis longistyla är en tvåvingeart som beskrevs av Collin 1928. Hilarempis longistyla ingår i släktet Hilarempis och familjen dansflugor. Inga underarter finns listade i Catalogue of Life.